# Ribeirinha (Angra do Heroísmo)

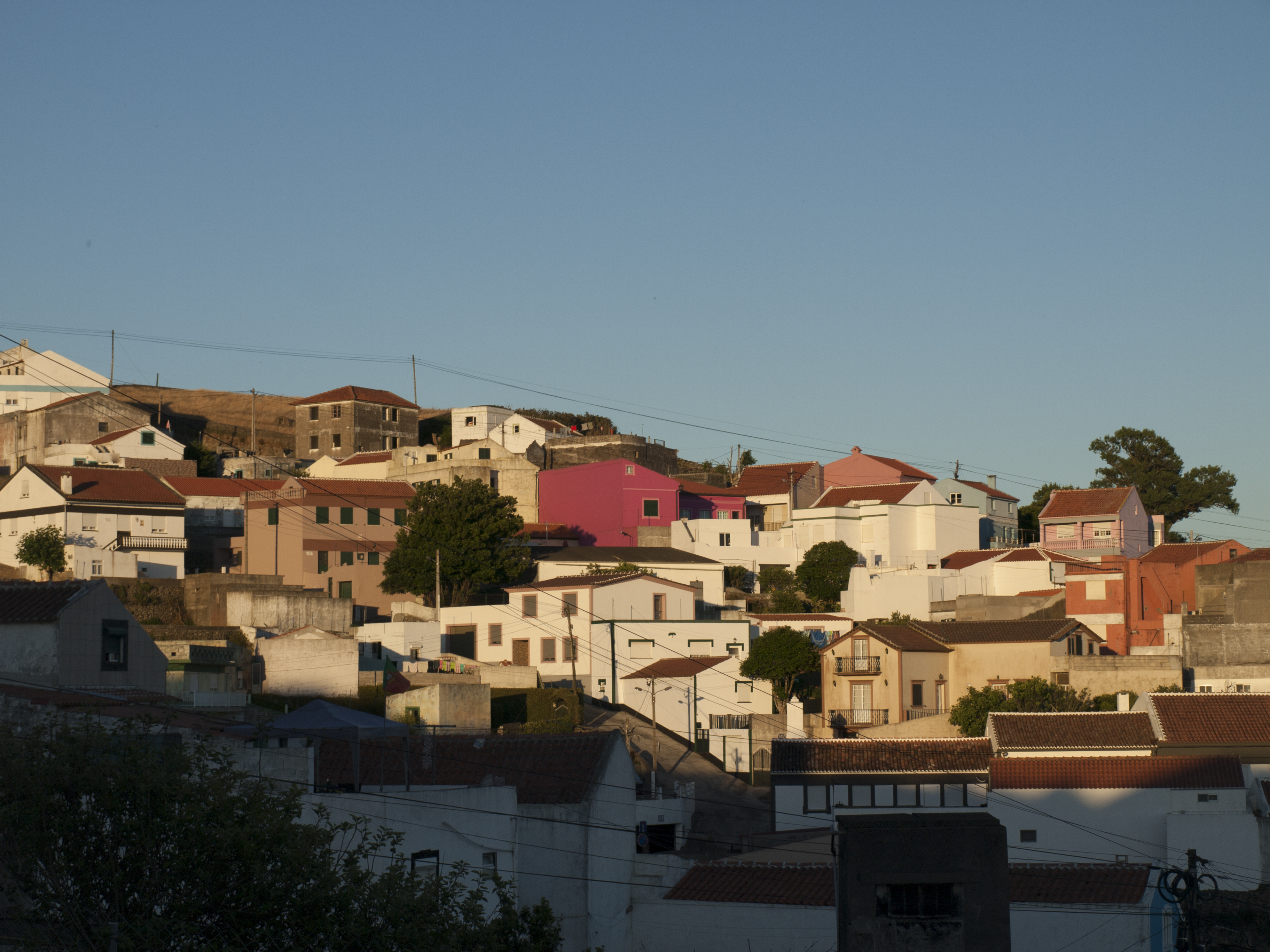
Panorama von Ribeirinha

Ribeirinha ist eine portugiesische Gemeinde (Freguesia) im Kreis (Município) Angra do Heroísmo auf der Azoren-Insel Terceira. In ihr leben 2480 Einwohner (Stand 19. April 2021).